# Филлипс, Дерек
Дерек Филлипс (англ. Derek Phillips; род. 9 апреля 1975, Колумбия, Мэриленд) — тринидадский футболист, защитник.

## Карьера
Начинал свою карьеру в клубе «Мэриленд Мания». В 1999 и в 2001—2002 годах выступал в Ирландии за один из сильнейших клубов страны «Дерри Сити». Позднее футболист пробовал свои Германии, однако закрепиться в скромном «Веене» у Филлипса не получилось. После возвращения в США защитник выступал за ряд клубов из низших лиг.
Последним коллективом в карьере Филлипса был ирландский «Шемрок Роверс».

## Сборная
Несмотря на то, что футболист родился в США, его отец Линкольн Филлипс родился в Тринидаде и Тобаго и выступал за национальную команду этой страны на позиции вратаря. Сын решил пойти по стопам отца. В период с 2004 по 2005 год он провел за сборную Тринидада и Тобаго шесть матчей.